# تلمبه خانواده شهدا
تلمبه خانواده شهدا یک منطقهٔ مسکونی در ایران است که در دهستان ملک‌آباد واقع شده‌است.